# Свиларство у Војној граници
Свиларство у Војној граници покренуто је између 1772. и 1774. године након декрета краљице Марије Терезије, пошто је у тој мануфактури бечки двор  препознао да су подручја Војне границе погодна за узгој свилене бубе и производњу свиле, и да то за Монархију може бити значајан извор прихода, који су требали да  долазе од веома јефтине производње.
Предност Аустрогарске монархије у свиларству тога доба огледала се у томе што је ова свила била искључиво намењена веома захтевном и уносном европском тржиште свиле. Зато се сва свила унутар Војне граниици производила искључиво за извоз у друге европске земље.

## Историја
Развоју свиларства у Војној граници претходила је с крај средњег века производња свиле у Дубровачкој републици, у коју су с времена на време упућивани страни мајстори свиларстрва, већином из Ђенове, где је у то време свиларство било на гласу. Међутим, већина свиле се ипак увозила из Италије и Бугарске. Без обзира на напоре које је Дубровачка република улагала у развоје производње свиле, она се није озбиљно развила јер су недостајали  услови, а свиларска струка била је страна дубровачким мајсторима па је свиларство остала помоћна делатност.

Нови замах свиларству дала је у 18. веку царица Марија Терезија (1717 — 1780)  јер је власт у Бечу установила да ова делатност треба  постати врло значајна за подручје Војне границе која је погодна за узгој свилене бубе.
Први предлог да се у Војној граници гаји свилена буба потекао је од граничарског инспектора барона Бека. После тога дворски ратни савет је послао свога стручњака да посади дрвеће дуда и да изда народу упутства како се гаји свилена буба.
Сађење садница дуда прво је започело у Градишканској регименти Славонске војне границе, а настављено је у Бродском и Петроварадинском пуку. У Војној  граници гајење свилене бубе почело је 1761. године. У пуковима ове граничне области она је гајена више него у ма којој покрајини Хабзбуршке  монархије. Највећи напредак постигнут је крајем 18. века, када је од 1782. до 1801. године произведено 806.653 фунте свилених чаура. При командама пукова одржавани су течајеви за гајење свилене бубе, а из сваке компаније упућивани су на њих граничари да се обучавају како се свилена буба гаји. Почев од 1801. године на овој територији чауре је откупљивала Дворска комора из Беча.
За надзор над дудовима и културом свиле било је постављено нарочито особље, плаћено из разних фондова. Највећи узгој свилене бубе био је почетком 19. века, као и раније, у Петроварадинској, Бродској  и Градишканској регименти Славонске границе. Када је откуп чаура био препуштен приватницима и слободној конкуренцији, за чауре  је плаћано до 50 крајцара по фунти, што је било још увек мало. У то време у славонској граници постојало је девет предионица. У свакој регименти је постојала главна плантажа дудова и један инспектор са чиновничким особљем.
Производња је била под надзором војске све до 1800. године, када је мађарска судска комора преузела улогу надзора. Иако је процес узгоја свилене бубе, прераде чаура у сирову свилу, а затим у свилене нити или предиво био захтеван процес који је захтевао негу свилених буба, одржавање контролисаних услова за њихов узгој и правилан узгој дуда, узгајивачи су обављали за мале плате. А ако се има у виду да је према неким подацима за оштећење дудовог стабла била прописана смртна казна у неким деловима Војне Границе, становништво се бавило производњом свиле искључиво из нужде.
Због неуједначених цена свиле на тржишту, мађарска судска комора је то покушала да превазиђе 1827. године тако што је откуп свилених буба препустила привилегованим бечким велетрговцима Хофману и Голдшмиту, а тиме и контролу цена. Почетком 19. века улагали су у развој серикултуре обнављајући и проширујући фабрике, осавремењавајући производњу и интензивирајући садњу дудова. Већина сирове свиле из Војне границе извезена је у Ломбардију, а затим продата на најважнијим европским тржиштима под ознаком мађарске свиле. Можда ова свила није имала финоћу и сјај италијанске или француске свиле, али је зато била јача, тежа и дуготрајнија.
Прва предионица свиле подигнута је 1774. године у Светом Ђурђу. Две године касније подигнута је предионица свиле у Белој Цркви, а нешто касније у Митровици, Бјеловару и Винковцима.
Вараждински генералат након што је  1764. године  подстакао садњу дудова, подстакао је и узгој свилене бубе   на војно-крајинској територији. Захваљујући томе, Бјеловар је убрзо постао један од најпознатијих центара свилених мануфактура 18. века. Тако је већ 1785. године, петсто метара југоисточно од центра града, крајишка управа подигла свилану, троспратницу која ће се међу многима истицати својим изгледом.  У свилари је постојао разбој и филаторијум (уређај за одмотавање и увијање свиле) у којој је 36 радника производило 888 лаката (бечки лакат 780 мм) разних свилених тканина. Свилана је радила до 1793. када је због дуга од 710 форинти своју  активност ограничила на филатору за упредање свиленог предива и конац, а затим после две године свилара је престала да ради. Касније јесвилара  поново прорадила, па се према подацима из архива 1840. године  у Бјеловару „прави свилено предиво и ткају свилене тканине у четрдесет, а свилене врпце на до двадесет и шест разбоја". Познато је да су 1867. године њени власници били Бијелић и Војновић.
Од 1804. године издаване су предионице појединцима у закуп у намери да се постигне што већа откупна цена свилених чаура. У овим предионицама су биле смештене и станице за откуп чаура.Предионице су давале у закуп под условом да за чауре могу плаћати најмање ону откупну цену коју је плаћала Дворска комора. Тада су граничари могли продавати чауре коме су хтели. Било је издато штампано упутство како се свилена буба има неговати и постављени су чиновници који су давали упутства у погледу плантажа дудова и неговања свилене бубе.

## Проблеми у производњи
Поред свих мера војних власти, крајем друге деценије 19. века, производња није била задовољавајућа, јер се ни плантаже дудова ни свилене бубе нису неговале према упутствима. Узрок опадања производње био је у томе што је за свилене чауре мало плаћено, а затим што су граничари и војном силом присиљавани да гаје свилену бубу. У то време највише свилених  чаура произведено је  на овом граничарском  подручју.
Како је буржоазија 1848. постала доминантна друштвена класа, индустрија свиле је почела да опада јер се сматрала елитистичкиом и „господском робом“ племства, коју сељаци нису хтели да производе. Међутим, потражња за свилом се повећала са појавом све више буржоазије. Отпор пољопривредника да узгајају свилу последица је и лошег семена свилене бубе које су трговци продавали, а пољопривредници су видели боље изворе зараде у гранама пчеларства, виноградарства и сточарства. Поред тога, са појавом индустријске револуције и развојем бродарства, свила се лако увозила са Далеког истока. Све наведено уз болест свилене бубе, утицало је на кризу производње свиле на простору Војне границе
Да би покушао да оживи замирућу пољопривредну грану, Хрватско-славонско господарско друштво је 1851. године упутило позив свим жупанијама да дају предлоге за обнову свиларства у Хрватској. Највећи заговорници били су Црква (надбискуп Ј. Хаулик, бискуп Ј. Ј. Штросмајер), Привредно друштво, бан Јосип Јелачић и друга властела и велепоседници који нису желели да одустану од традиције свиларства. Нову наду за свиларство дале су и Владине уредбе да школе морају узгајати свилене бубе, док су се у школским вртовима и уз државне путеве морали садити стабла дуда.
С краја 1850-иј година  основано је друго одељење Хрватско-славонског привредног друштва за унапређење производње свиле. Неколико месеци раније, крајем 1857. године, донета су правила и упутства за унапређење гајења дуда и свиларства, која су дефинисала свиларство и ставила га под управу Царског и Краљевског намесништва, а касније и Земаљске владе. Уредба је важила до 1887. као Закон о свиленој буби, који се у пракси није мого у потпуности применити због болести свилене бубе.

## Епилог
Свиларство и узгој свилене бибе у  Војној граници је с краја 19 века готово пропао због:
- укидања кметства
- убрзаног распада матичних задруга
- болести свилене бубе,
- јаке међународне конкуренције.
- развоја бродарства, које је омучило да се свила лако допрема из земаља Далеког истока.